# Niewypłacalność
Niewypłacalność – w ujęciu finansowo-ekonomicznym trwała utrata płynności finansowej, w której majątek dłużnika nie wystarcza na zaspokojenie wszystkich zobowiązań dłużnika wobec wierzycieli. Tak rozumianą niewypłacalność należy odróżnić od zaburzenia płynności finansowej, tj. stanu, w którym dłużnik nie posiada płynnych środków finansowych na bieżącą zapłatę zobowiązań. Zaburzenie płynności jest z reguły przejściowe – a zobowiązania mogą zostać zaspokojone ze środków uzyskanych ze zbycia środków trwałych wchodzących w skład majątku dłużnika.

## W prawie polskim
Niewypłacalność została także definiowana w polskim prawie. Od 1 stycznia 2016 roku nowa definicja legalna zawarta w art. 11 prawa upadłościowego stanowi, że dłużnik jest niewypłacalny, jeżeli utracił zdolność do wykonywania swoich wymagalnych zobowiązań pieniężnych. Jednocześnie domniemywa się, że dłużnik utracił zdolność do wykonywania swoich wymagalnych zobowiązań pieniężnych, jeżeli opóźnienie w wykonaniu zobowiązań pieniężnych przekracza trzy miesiące. Ponadto „dłużnik będący osobą prawną albo jednostką organizacyjną nieposiadającą osobowości prawnej, której odrębna ustawa przyznaje zdolność prawną, jest niewypłacalny także wtedy, gdy jego zobowiązania pieniężne przekraczają wartość jego majątku, a stan ten utrzymuje się przez okres przekraczający dwadzieścia cztery miesiące”. Prawo upadłościowe wprowadza także od 1 stycznia 2016 domniemanie, że zobowiązania pieniężne dłużnika przekraczają wartość jego majątku, jeżeli zgodnie z bilansem jego zobowiązania, z wyłączeniem rezerw na zobowiązania oraz zobowiązań wobec jednostek powiązanych, przekraczają wartość jego aktywów, a stan ten utrzymuje się przez okres przekraczający dwadzieścia cztery miesiące. 
Od chwili zaistnienia stanu niewypłacalności osoba prowadząca sprawy spółki ma zgodnie z art. 21 prawa upadłościowego 30 dni na złożenie do sądu jednego z poniższych wniosków:
- o upadłość,
- o otwarcie postępowania restrukturyzacyjnego,
- o zatwierdzenie układu w postępowaniu o zatwierdzenie układu.

### Historia
Na gruncie polskiego prawa upadłościowego definicja stanu niewypłacalności ulegała kilku zmianom.
- Stan prawny w latach 2003–2009. Według stanu prawnego sprzed nowelizacji dokonanej w maju 2009 roku, dłużnik był niewypłacalny, jeżeli nie wykonywał swoich wymagalnych zobowiązań. Tak więc za niewypłacalnego można było uznać np. także serwisanta AGD, który pozostawał w zwłoce z terminową naprawą dwóch urządzeń AGD w stosunku do dwóch swych klientów (wierzycieli niepieniężnych).

- Stan prawny w latach 2009–2015. Nowelizacja z maja 2009 zmodyfikowała przepis art. 11 prawa upadłościowego i naprawczego i niejako derogowała definicję legalną bowiem w ustawie nie określało się już wprost „kto jest niewypłacalny”, a jedynie „kogo uważa się za niewypłacalnego”. Dłużnika w tamtym stanie prawnym uważało się za niewypłacalnego, jeżeli nie wykonywał swoich wymagalnych zobowiązań pieniężnych[2]. Ponadto dłużnika będącego osobą prawną albo jednostką organizacyjną nieposiadającą osobowości prawnej, której odrębna ustawa przyznawała zdolność prawną, uważało się za niewypłacalnego także wtedy, gdy jego zobowiązania przekroczyły wartość jego majątku, nawet wówczas, gdy na bieżąco te zobowiązania wykonywał. Tym samym w stanie prawnym z lat 2009–2015 niewypłacalnym był już dłużnik, który nie uregulował w terminie swych zobowiązań w stosunku do co najmniej dwóch wierzycieli[3]. W przypadku osób prawnych niewypłacalnym był podmiot, którego zobowiązania przekroczyły wartość majątku – co jest często spotykane w przypadku nowo tworzonych podmiotów (szczególnie przy kapitale zakładowym obniżonym do 5 tys. zł). Dłużnik niewypłacalny (jego zarząd) był zobowiązany (pod rygorem osobistej odpowiedzialności odszkodowawczej całym swoim majątkiem) do złożenia w terminie 14 dni od momentu wystąpienia ww. przesłanek (tj. np. zaistnienia dwóch niezapłaconych faktur lub przekroczenia przez zobowiązania opcyjne wartości majątku spółki) wniosku o ogłoszenie upadłości.

## Niewypłacalność państwa
O wiele bardziej złożonym zagadnieniem jest niewypłacalność państwa. Oznacza ona „brak zdolności finansowej państwa do regulacji jego zobowiązań finansowych”. Niewypłacalność państwa nie oznacza jednak jego upadku. Zgodnie z zasadą słuszności ogłoszenie niewypłacalności przez państwo nie powoduje zerwania umów, których dane państwo nie jest w stanie wykonywać z powodu braku zdolności do regulacji zobowiązań. Innymi słowy: państwo-bankrut nie może poprzez ogłoszenie niewypłacalności uniknąć spłaty zaciągniętych zobowiązań. 
Możliwe ustępstwa wobec państwa niewypłacalnego:
- przesunięcie terminów spłaty zobowiązań
- zmiana treści zobowiązań
- rekompensata dla wierzyciela (odsetki)

Przykładem niewypłacalności państwa jest sytuacja finansowa Grecji w 2011 r.